# Eueides procula
Eueides procula är en fjärilsart som beskrevs av Doubleday 1847. Eueides procula ingår i släktet Eueides och familjen praktfjärilar. Inga underarter finns listade i Catalogue of Life.